# Max Warmerdam
Max Warmerdam (* 30. März 2000 in Tegelen) ist ein niederländischer Schachspieler. Seit 2021 trägt er den Titel Großmeister im Schach. Warmerdam ist zweifacher niederländischer Meister im Schach.

## Karriere
Seine ersten Normen für den Titel Internationaler Meister erreichte Warmerdam schon im Frühjahr 2016, die dritte notwendige Turnierleistung schaffte er jedoch erst im Juni 2018 bei der Schaakweek Apeldoorn, unter anderem mit einem Sieg gegen Sipke Ernst. Durch das anschließend ebenfalls erfolgreich bestrittene HSG Open steigerte er zudem seine Elo-Zahl auf über 2400 und bekam den Titel im Juli 2018 von der FIDE verliehen.
Über die niederländische Team-Meisterschaft 2018/19 gewann Warmerdam seine erste Großmeisternorm. Im Oktober 2019 erreichte er zudem die Elo-Zahl von 2500. Die fehlenden beiden Normen sicherte er sich in Bassano del Grappa bei zwei Turnieren des Vergani Cup im Dezember 2020 und Januar 2021, bei denen er unter anderem Pier Luigi Basso und Jonas Buhl Bjerre besiegte. Den Titel als Großmeister erhielt er von der FIDE im April 2021.
Im Dezember 2021 konnte Warmerdam die niederländische Einzel-Meisterschaft für sich entscheiden. Diesen Erfolg konnte er im Juli 2024 wiederholen, als er im Finale Sergey Tiviakov besiegte.
Warmerdam war bisher bei zwei Schacholympiaden vertreten. In Chennai 2022 absolvierte er als Reservebrett zehn Partien; in Budapest 2024 kam er als drittes Brett des niederländischen Teams zu neun Einsätzen.
Den Sprung in die Top 100 der FIDE-Weltrangliste schaffte Warmerdam erstmals im September 2023. Vom Mai 2024 an war er für längere Zeit vertreten und erreichte im September 2024 seine Spitzenplatzierung auf dem 47. Rang. Im März 2025 ist er jedoch wieder aus den Top 100 gefallen.

## Verein
In der deutschen Schachbundesliga ist Warmerdam erstmals 2018 aktiv geworden. Bis 2020 spielte er für den SV Mülheim-Nord und absolvierte in den beiden Jahren insgesamt sieben Partien. Seit 2021 gehört er zum Stammpersonal der Schachgesellschaft Solingen. In der niederländischen Meesterklasse ist er seit 2016 für Schaakstad Apeldoorn aktiv.